# Kvitneve, Malîn
Kvitneve (în ucraineană Квітневе) este un sat în comuna Holovkî din raionul Malîn, regiunea Jîtomîr, Ucraina.

## Demografie
Componența lingvistică a localității Kvitneve
     Ucraineană (98,81%)
     Alte limbi (1,2%)
Conform recensământului din 2001, majoritatea populației localității Kvitneve era vorbitoare de ucraineană (98,81%), existând în minoritate și vorbitori de alte limbi.